# ○○都民
○○都民（まるまるとみん）は関東地方周辺の各地域から東京都内、特に東京都区部へと通勤するものを表す俗称である。○○には埼玉などそれぞれの地名が入る。
なお、生まれ育ちが東京都の場合は「リアル都民」と呼んで区別することがある。

## 特徴
住居は○○県にあっても東京都区内に通勤・通学するというライフスタイルを持つ。

## 様々な都民
- 神奈川都民
- 埼玉都民
- 千葉都民

上記三地域は地理的に近いことから古くから特につながりが強い。
- 茨城都民

なお、似たような言葉として多摩都民があるが、これは都区部、島嶼部在住の東京都民と対比しての多摩地域在住の都民という意味であり、都区部に通勤しているかなどの生活動態とは一般的には関係せず、都議会など公の場でも用いられることがある。

## 類似事例
大阪府周辺では、奈良県に住んでいながら大阪府や大阪市へ通う奈良府民などがある。